# روولی (آیووا)
روولی (به انگلیسی: Rowley) شهری در ایالت آیووا کشور ایالات متحده آمریکا است که جمعیت آن در سرشماری سال ۲۰۱۰ میلادی، ۲۶۴ نفر بوده‌است.